# Julião Augusto Mausiry
Julião Augusto Mausiry (andere Schreibweise: Augusto Mau Siri; * 17. Juni 1966 in Dili, Portugiesisch-Timor; † 12. Februar 2021 in Dili, Osttimor), Kampfname Metan Zebra, war ein Politiker aus Osttimor. Er war Mitglied der Partido Democrático (PD).

## Werdegang
Mausiry wurde in Dili als Sohn von Augusto Mausiry und Clotilde Moniz geboren.
1983 schloss er sich der katholischen Jugendorganisation AJUDAM in der Pfarrei Becora in Dili an. Er begann ein Studium und arbeitete als Elektriker in der Schule São José in Balide, wo er mit Gleichgesinnten ein Widerstandsnetzwerk gegen die indonesische Besatzung aufbaute. Mausiry wurde ein aktives Mitglied der OJETIL (Organização de Jovens e Estudantes de Timor Leste), der Jugendorganisation der FRETILIN. Mausiry führte im Oktober 1991 eine Gruppe Aktivisten, die auf dem Gelände der Kirche Santo António de Motael Spruchbänder für Demonstrationen malten. Als die indonesischen Sicherheitskräfte sie verfolgten, bot Gemeindepfarrer Alberto Ricardo da Silva ihnen Schutz in der Kirche an. Doch in der Nacht um halb drei Uhr morgens stürmten Sicherheitskräfte in Zivil die Kirche und schossen dabei den Aktivisten Sebastião Gomes an, der daraufhin verblutete. Der am 12. November durchgeführte Gedenkzug wurde zur Demonstration, den Indonesier mit Gewalt stoppten. Beim Santa-Cruz-Massaker starben mindestens 271 Menschen.
Mausiry gehörte zu den Gründern der OPJLATIL (Organização Popular da Juventude Lorico Asswain de Timor-Leste). 1999 beteiligte er sich an der Werbung für das Unabhängigkeitsreferendum und gründete die PJLA. Mausiry wird auch auf der offiziellen Liste der Veteranen der FALINTIL geführt.
Bei den Wahlen zur verfassunggebenden Versammlung kandidierte Mausiry auf Listenplatz 27 der PD, die Partei erhielt aber nur sieben Sitze. Nach Angaben seiner Biographie rückte Mausiry aber im Laufe der Legislaturperiode bis 2007 in das Parlament nach.
2011 schloss Mausiry sein Jurastudium an der Universidade da Paz (UNPAZ) ab. Er arbeitete in verschiedenen Stellen der öffentlichen Verwaltung. Bis zu seinem Tode war er Leiter der Rechtsabteilung im Ministerium für Verkehr, Handel und Industrie. Mausiry verstarb am 12. Februar 2021 im Hospital Nacional Guido Valadares (HNGV). Er hinterließ seine Frau und vier Kinder.